# Submyotodon latirostris
Submyotodon latirostris is een zoogdier uit de familie van de Vespertilionidae (gladneuzen). 

## Verspreiding en leefgebied
Deze soort komt voor in Taiwan.